# Waqt (1965)
Waqt (Hindi: वक़्त, Urdu: وقت, übersetzt: Zeit) ist ein erfolgreicher Hindi-Film von Yash Chopra aus dem Jahr 1965.

## Handlung
Der reiche Geschäftsmann Lala Kedarnath hat eine glückliche Familie mit Frau und drei jungen Söhnen. Das Glück scheint perfekt, bis das Schicksal zuschlägt: Ein Erdbeben zerstört sein Haus und Geschäft und seine Familie wird auseinandergerissen.
Sein ältester Sohn ist im Waisenhaus gelandet. Als Lala davon erfährt, will er ihn abholen, doch Raja hat die Flucht ergriffen, da der Leiter des Waisenhauses ihn misshandelt hatte. Daraufhin wird Lala so wütend, dass er den Leiter erdrosselt und für 20 Jahre ins Gefängnis muss. Seine Frau Laxmi kümmert sich derweil um den kleinsten Sohn Vijay, der ihr als einziger geblieben ist.
Jahre später wird Lala aus dem Gefängnis entlassen, unglücklicherweise weiß er nicht was aus seiner Familie geworden ist.
Sohn Ravi wurde von einem reichen Paar – den Eltern der schönen Renu – adoptiert und ist unter seinem neuen Namen Ravi Anwalt. Der jüngste Sohn Vijay hat den Collegeabschluss gemacht und unterstützt finanziell seine kranke Mutter, indem er als Chauffeur für Gauner Chinoy arbeitet. Auf dem College hatte er Renu kennengelernt und sich in sie verliebt. Der älteste Sohn Raja wurde nach seiner Flucht aus dem Waisenhaus vom Chinoy aufgezogen und verdient sich seinen Lebensunterhalt als Dieb. Er klaut das Collier von Meena, bringt es aber wieder zurück, da er sich in sie verguckt hat. Meena ist jedoch bereits an Ravi vergeben. Alle drei Brüder wissen nicht, dass sie miteinander verwandt sind.
Chinoy hatte in Notwehr seinen Angestellten Balbir getötet und schiebt Raja die Schuld zu. Raja wird vor Gericht von Ravi verteidigt. Schließlich kommt bei einer Gerichtsverhandlung die ganze Wahrheit ans Licht und die einst auseinandergerissene Familie wird wieder vereint. Sie eröffnen ihr altes Geschäft. Kuku und Meena sowie Vijay und Renu heiraten.

## Auszeichnungen
Filmfare Award 1966
- Filmfare Award/Beste Regie an Yash Chopra
- Filmfare Award/Bester Nebendarsteller an Raaj Kumar
- Filmfare Award/Beste Story an Akhtar Mirza
- Filmfare Award/Bester Dialog an Akhtar ul-Iman
- Filmfare Award/Beste Kamera an Dharam Chopra

Nominierungen:
- Filmfare Award/Bester Film an B. R. Chopra
- Filmfare Award/Beste Hauptdarstellerin an Sadhana

## Musik
| Liedtitel                                   | Sänger                       |
| ------------------------------------------- | ---------------------------- |
| Aage Bhi Jaane Na Tu                        | Asha Bhosle                  |
| Aye Meri Zohra Jabeen                       | Manna Dey                    |
| Hum Jab Simat Ke Aapki                      | Mahendra Kapoor, Asha Bhosle |
| Waqt Se Din Aur Raat                        | Mohammad Rafi                |
| Din Hain Bahaar Ke Tere Mere Iqraar Ke      | Mahendra Kapoor, Asha Bhosle |
| Chehre Pe Khushi Chha Jaati Hai             | Asha Bhosle                  |
| Kaun Aaya Ki Nigaahon Mein Chamak Jaag Uthi | Asha Bhosle                  |

Die Lieder Ai Meri Zohrajabeen, Din Hai Bahar Ke und Aage Bhi Jane Na Tu wurden zu Hits. Die Liedtexte schrieb Sahir Ludhianvi.

## Sonstiges
Die Kostüme des Films entwarf Bhanu Athaiya.

## Kritiken
Waqt ist ein Beitrag zum beliebten Verloren-und-Gefunden-Genre, das seit Kismet (1943) und Awaara (1951) häufig die Handlungsstruktur indischer Filme prägt. Der Film war ein großer Erfolg und ist beispielhaft für kitschige Farbästhetik, die als Ausdruck von Reichtum im Hindi-Film insbesondere der 1970er Jahre populär wurde.